# Albanidrilus caswellae
Albanidrilus caswellae är en ringmaskart som beskrevs av Erséus 1997. Albanidrilus caswellae ingår i släktet Albanidrilus och familjen glattmaskar. Inga underarter finns listade i Catalogue of Life.